# Clan Bito
Le clan Bito est un clan de daimyos japonais mineur qui est originaire de la province de Sanuki. Le clan Bito s'est soumis au clan Chosokabe pendant la période Sengoku. Le clan perdit ses terres après l'invasion de Shikoku par Hideyoshi Toyotomi en 1584.